# Rainer Hallwas
Rainer Hallwas (* 23. Mai 1930; † 1. September 2021) war ein deutscher Fußballspieler. Als Stürmer von Borussia Mönchengladbach und des VfL Bochum absolvierte er in den Jahren 1952 bis 1957 in der Oberliga West 4 Spiele.

## Laufbahn
Rainer Hallwas, der um ihn von seinem Bruder Bodo Hallwas zu unterscheiden in zeitgenössischen Zeitungsartikeln Hallwas II genannt wird, begann seine Karriere beim VfL Witten in der damals zweitklassigen Landesliga Westfalen. Gleich in seiner ersten Saison wurde der flexibel als Halb- oder Mittelstürmer einsetzbare Hallwas mit 23 Treffern Torschützenkönig der Wittener Landesligagruppe.
Das erste Oberliga-Spiel absolvierte Hallwas für Borussia Mönchengladbach auswärts am 16. November 1952 beim STV Horst-Emscher. Trainer Fritz Pliska hatte ihn bei der 0:4-Niederlage als Mittelstürmer aufgestellt. Über die Stationen Düren und Wattenscheid gelangte Hallwas 1955/56 zum VfL Bochum und hatte mit seinen 11 Toren in 18 Spielen als drittbester Torschütze der Bochumer (hinter Gerd Schirrmacher mit 19 und Eugen Bühner mit 12 Toren) maßgeblichen Anteil am direkten Oberliga-Wiederaufstieg der Mannschaft von der Castroper Straße.
Am 6. Mai 1956, dem 29. Spieltag der  2. Oberliga West 1955/56, im Heimspiel gegen den STV Horst-Emscher verletzte sich  Hallwas nach Zusammenprall mit dem gegnerischen Torhüter so schwer am Knie, sodass er 1956/57 nur noch auf zwei Oberligaeinsätze kam. Im Sommer 1957 musste Hallwas seine höherklassige Laufbahn als Sportinvalide beenden.

## Statistik
- Landesliga Westfalen

| Einsätze | Tore | Saison  | Verein     |
| -------- | ---- | ------- | ---------- |
|          | 23   | 1948/49 | VfL Witten |
|          |      | 1950/51 | VfL Witten |
|          |      | gesamt  |            |

- 2. Oberliga West

| Einsätze | Tore | Saison  | Verein                   |
| -------- | ---- | ------- | ------------------------ |
| 24       | 3    | 1949/50 | VfL Witten               |
| 5        | 2    | 1951/52 | Borussia Mönchengladbach |
| 25       | 11   | 1953/54 | SG Düren 99              |
| 19       | 2    | 1954/55 | SG Wattenscheid 09       |
| 18       | 11   | 1955/56 | VfL Bochum               |
| 91       | 29   | gesamt  | gesamt                   |

- Oberliga West

| Einsätze | Tore | Saison  | Verein                   |
| -------- | ---- | ------- | ------------------------ |
| 2        | 0    | 1952/53 | Borussia Mönchengladbach |
| 2        | 0    | 1956/57 | VfL Bochum               |
| 4        | 0    | gesamt  | gesamt                   |